# Join the Army
Join the Army è il secondo album dei Suicidal Tendencies, pubblicato nel 1987 per l'etichetta discografica Caroline Records.
È stato registrato e mixato negli studi di Record Plant a Los Angeles, prodotto da Lester Claypool e dai Suicidal Tendencies, arrangiato da Lester Claypool. Le tracce 3 e 8 furono scritte originariamente dal precedente chitarrista Jon Nelson, il quale scambiò i diritti sul copyright con una chitarra Gibson Flying V dopo aver lasciato il gruppo. In questo disco vi è l'arrivo del chitarrista Rocky George che portò nuove influenze metal nel gruppo, e che quindi contribuì alla fusione del loro punk HC con il thrash e l'heavy, iniziando così la loro ascesa come gruppo crossover thrash e la stima anche del pubblico metal. I Suicidal Tendencies furono inoltre uno dei primi gruppi in America a unire i due generi, per cui la loro importanza sia nel metal sia nel punk è molto alta.

## Tracce
1. Suicidal Maniac (Rocky George, Mike Muir) - 2:57
2. Join the Army (Louiche Mayorga, Muir) - 3:37
3. You Got, I Want (Suicidal Tendencies) - 2:55
4. A Little Each Day (Muir) - 4:08
5. The Prisoner (Mayorga, Muir) - 2:53
6. War Inside My Head (Mayorga, Muir) - 3:51
7. I Feel Your Pain and I Survive (George, Muir) - 3:27
8. Human Guinea Pig (Suicidal Tendencies) - 2:05
9. Possessed to Skate (Mayorga, Muir) - 2:34
10. No Name, No Words (Mayorga, Muir) - 2:35
11. Born to Be Cyco (Mayorga, George, Muir) - 2:13
12. Two Wrongs Don't Make a Right (But They Make Me Feel a Whole Lot Better) (George, Muir) - 2:49
13. Looking in Your Eyes (Mayorga, Muir) - 2:50

## Formazione
- Mike Muir – voce
- Louiche Mayorga – basso, voce
- Rocky George – chitarra, voce
- R.J. Herrera – batteria

## Curiosità
Un video musicale è stato fatto per Possessed to Skate.